# SN 2006ir
SN 2006ir – supernowa typu Ib/c odkryta 23 września 2006 roku w galaktyce A230435+0736. W momencie odkrycia miała maksymalną jasność 16,90m.